# Alexandre Dumas (pare)
Alexandre Dumas   (Villers-Cotterêts, 24 de juliol de 1802 - Puys, 5 de desembre de 1870) fou un novel·lista i dramaturg francès autor de més de 200 obres. El seu fill, Alexandre Dumas, fou també un escriptor conegut.

## Biografia
Fill del general francès Thomas Alesandre Davy de la Pailleterie, que va morir quan Dumas comptava tres anys. Donada la minsa pensió que disposava sa mare, Dumas va rebre una escassa educació escolar. Amb uns estudis deficients va començar a treballar com a passant d'un notari i, amb el seu amic, el vescomte Adolphe Irving de Leuven, escriu les seues primeres obres. Aquests balbotejos teatrals van ser altres tants fracassos.
En 1823 s'instal·la a París i entra al servei del Duc d'Orleans com a escrivent, gràcies a la seua perfecta cal·ligrafia i a la recomanació del General Maximilien Sébastien Foy. Continua escrivint i completant la seua formació de manera autodidacta. Amb la representació, per la Comédie française en 1829, d'Enric III i la seva cort, aconsegueix gran notorietat i, en 1831, amb Antony arriba el seu primer èxit. Èxit que continuarà al llarg de la seua carrera literària amb el gènere de la seua predilecció: el drama i la novel·la històrica.

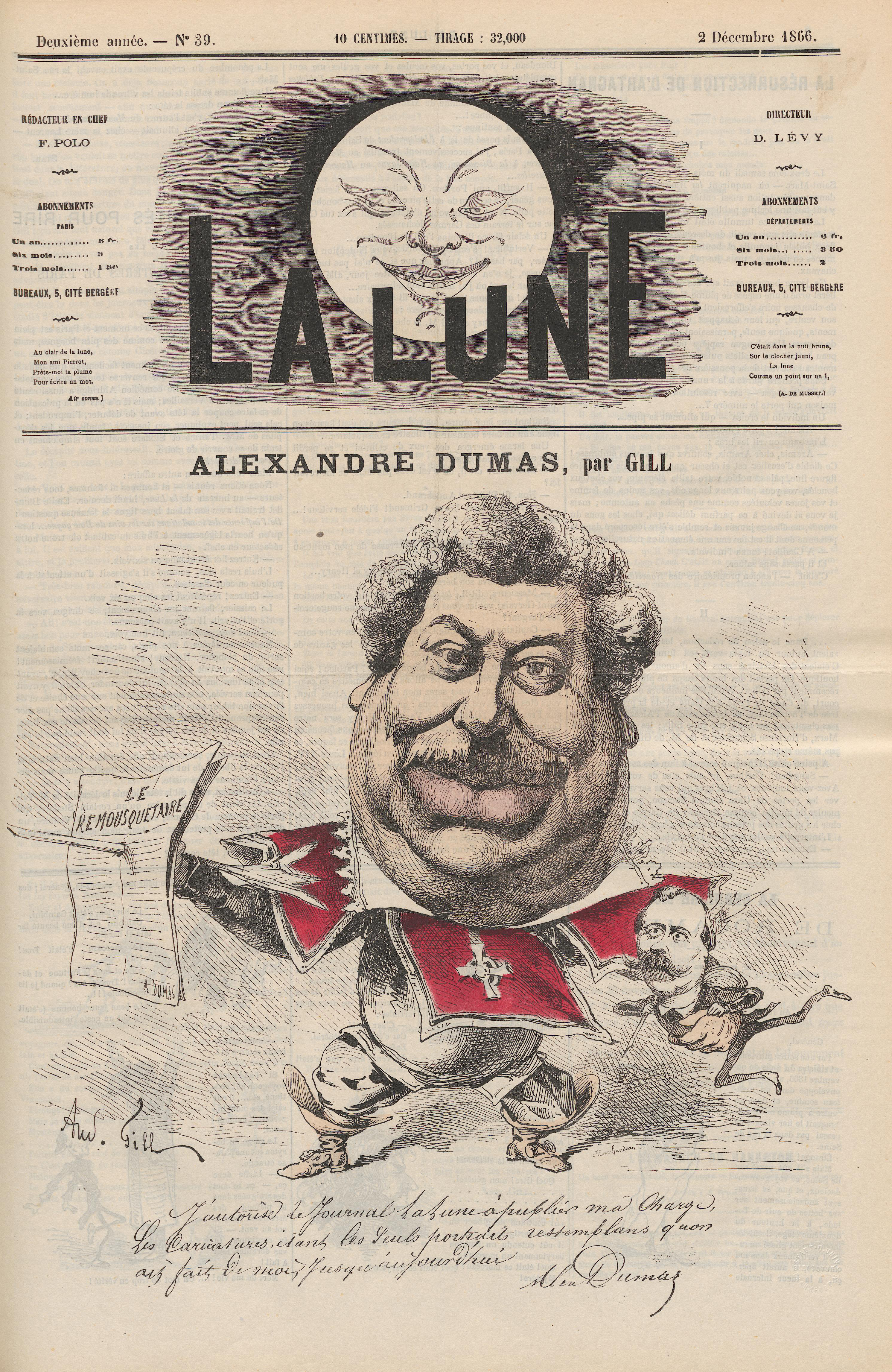
Caricaturitzat per André Gill en la portada de La Lune, 1866.

És un autor prolífic (tragèdies, drames, melodramas, aventures...) encara que, per a atendre a la creixent demanda del públic, va haver de recórrer a l'ajuda, notòria, de "col·laboradors" entre els quals va destacar Auguste Maquet (1813-1888) que va intervenir entre 1839 i 1851 en diverses de les seues novel·les, entre elles Els tres mosqueters (1844), El Comte de Montecristo (1844) i La reina Margot (1845). L'any 1845 Dumas va reconèixer Maquet com coautor de 45 volums amb la seva firma.
Gran admirador de Walter Scott, les seues novel·les històriques plenes de vivacitat, van gaudir del beneplàcit del públic propiciat per la seua publicació, per lliuraments, en els periòdics. Va adquirir una considerable fortuna que va dilapidar amb prodigalitat i, assetjat pels creditors, va fugir a Brussel·les en 1851. Va tornar a París en 1853 i es va embarcar en diverses empreses, si l'una ruïnosa, l'altra encara més. En 1847 va fundar el Théâtre Historique que, quatre anys més tard, va fer fallida. Va ser també fundador del setmanari Le Monte-Christo des de 1857 fins a 1860, any en el qual, igualment, va fer fallida. Va realitzar diversos viatges: Gran Bretanya, Rússia, Itàlia, Alemanya. A Itàlia va conèixer Giuseppe Garibaldi amb el qual va col·laborar en la seua revolució, a Sicília, en 1860. Gairebé arruïnat es va refugiar a casa del seu fill, també escriptor, i allí va morir.
Va publicar, aproximadament, 300 obres i nombrosos articles, convertint-se en un dels autors més prolífics i populars de França. En 1869 inicia Le Grand Dictionnaire de Cuisine, que seria publicat, pòstumament, en 1873.

## Reconeixement pòstum
El 2002 el seu cos va ser transferit al Panteó de París, enmig de celebracions per tot França. En vida, Dumas havia manifestat, no obstant això, la seua voluntat de romandre enterrat a Villers-Cotterêts.

## Obra escollida

### Teatre
- La chasse et l'amour (1825)[6]
- L'enterrement (1826)[7]
- Henri et sa cour (1829)[8]
- Stockholm, Fontainebleau et Rome (1830)[9]
- Napoléon Bonaparte ou Treinte Ans de l'histoire de France (1831)[10]
- Antony (1831)[11]
- Charles VII chez ses grands vassaux (1831)[12]
- Richard Darlington (1831)[13]
- Thérèse (1832)[14]
- Le mari de la veuve (1832)[15]
- La Tour de Nesle (1832)[16]
- Angèle (1833)[17]
- Cathérine Howard (1834)[18]
- Kean ou Désordre et génie (1836)[19]
- Piquillo (1837)[20]
- Calígula (1837)[21]
- Paul Jones (1838)[22]
- Mademoiselle de Belle-Isle (1839)[23]
- L'Alchimiste (1839)[24]
- Mathilde (1839)
- Un mariage sous Louis XV (1841)[25]
- Lorenzino (1842)[26]
- Halifax (1842)[27]
- Catilina (1861).[28]

### Novel·les
- Els tres mosqueters (1844)[29]
- El comte de Montecristo (1845)[30]
- Vint anys després (1845)[31]
- La reina Margot (1845)[32]
- El vescomte de Bragelonne (1848)
- La tulipera negra (1850)[33]

### Novel·les d'horror
- Els mil-i-un fantasmes
- La dona del collar de vellut (1850)
- El testament de M. de Chauvelin

### Novel·la històrica
- El cavaller de Harmental (1843)[34]
- La Dama de Monsoreau (1846)[35]
- Joseph Balsamo (1846) Inspirada en la vida de Giuseppe Balsamo
- Georges
- El collar de la reina (1849)
- Els companys de Jéhu (1857)
- Els blancs i els blaus (1867)
- El cavaller de Sainte-Hermine (1869) ha estat exhumat dels fons de la Biblioteca nacional de França i publicat per primera vegada el 2005